# فابريسيو (لاعب كرة قدم مواليد 1995)
فابريسيو هو لاعب كرة قدم برازيلي في مركز الوسط، ولد في 29 مارس 1995. لعب مع أتلتيكا  كالدينسي ‏.

## وصلات خارجية
- فابريسيو (لاعب كرة قدم مواليد 1995) على موقع قاعدة بيانات كرة القدم.إي يو (الإنجليزية)
- فابريسيو (لاعب كرة قدم مواليد 1995) على موقع Soccerway.com (الإنجليزية)